# HD-1
HD-1 là một loại tên lửa chống hạm và tên lửa tấn công mặt đất siêu thanh được thiết kế và phát triển bởi Công ty Khai khoáng Quảng Đông Hồng Đại của Trung Quốc. Không giống như tên lửa CM-302 cũng có tính năng tương tự, tên lửa HD-1 cần phải sử dụng thêm một tầng đẩy tăng cường nhiên liệu rắn để bổ sung lực đẩy cho nó.